# Delphinium mollifolium
Delphinium mollifolium är en ranunkelväxtart som beskrevs av Wen Tsai Wang. Delphinium mollifolium ingår i släktet storriddarsporrar, och familjen ranunkelväxter. Inga underarter finns listade i Catalogue of Life.